# Antimoniato di potassio
L'antimoniato di potassio (o esaidrossoantimoniato (V) di potassio) è un sale complesso di antimonio e potassio.
A temperatura ambiente si presenta come un solido bianco inodore. È un composto nocivo, pericoloso per l'ambiente.

## Proprietà
L'antimoniato di potassio è un solido bianco inodore. È considerato non infiammabile e poco solubile in acqua. Il valore del pH è compreso tra 7,5 e 9.

## Utilizzo
Il composto viene utilizzato per la rilevazione dello ione sodio (Na+). Questo produce lo ione potassio e l'esaidrossoantimonato di sodio (V).
{\displaystyle {\ce {Na^{+}\ +\ K[Sb(OH)6]->Na[Sb(OH)6]\ +\ K^{+}}}}

## Istruzioni di sicurezza
Il solido può essere tossico se ingerito o inalato. Può portare a un calo della pressione sanguigna e diarrea, oltre a disturbi funzionali dei reni.
Con gli acidi sono possibili reazioni violente In caso di incendio si possono formare ossido di potassio e ossidi di antimonio.[4]